# Petříny
Petříny jsou malá vesnice, část obce Tehov v okrese Benešov. Nachází se asi 2 km na západ od Tehova. V roce 2009 zde bylo evidováno 9 adres. Petříny leží v katastrálním území Tehov o výměře 6,1 km².

## Historie
První písemná zmínka o vesnici pochází z roku 1226.

## Další fotografie

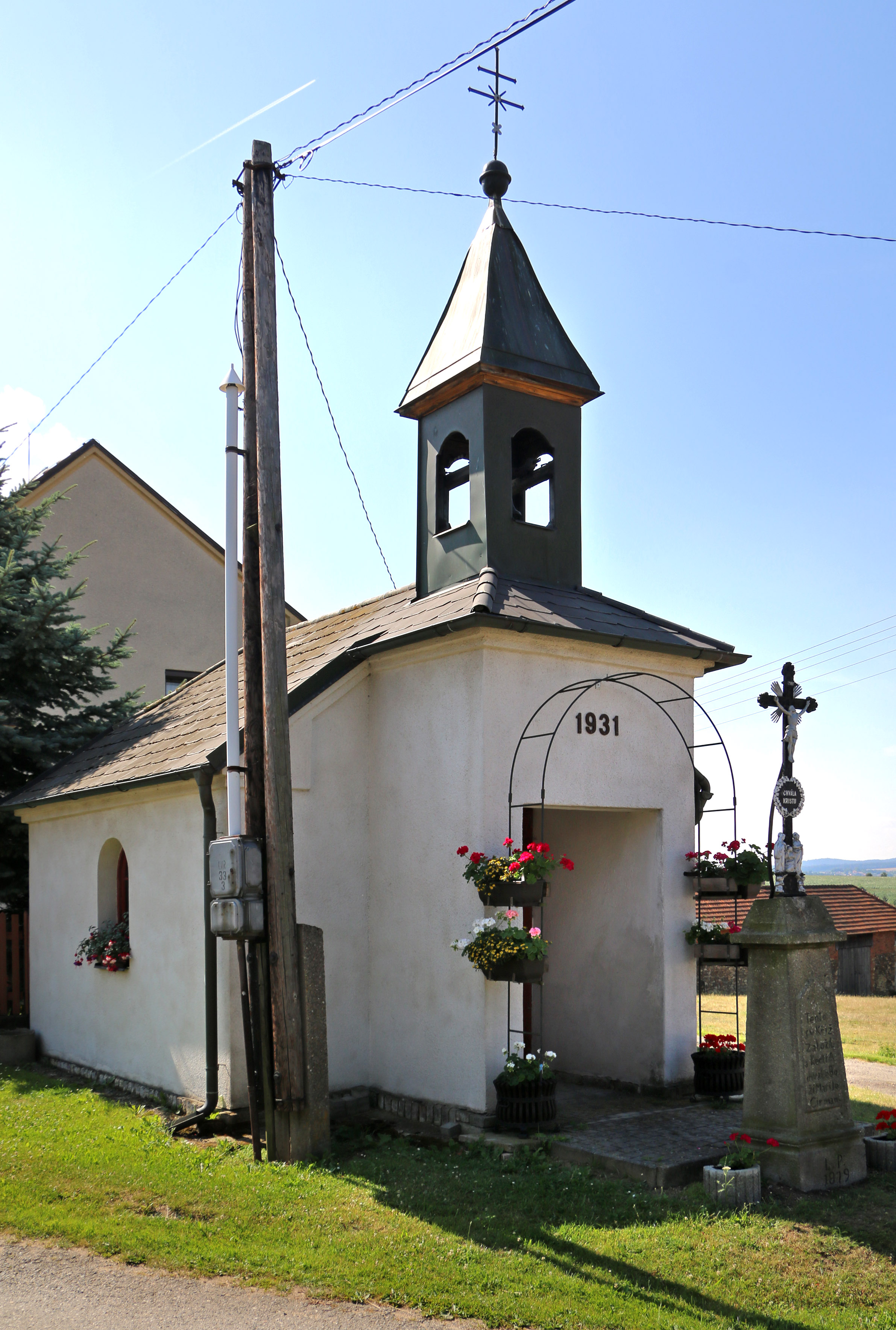
Kaple
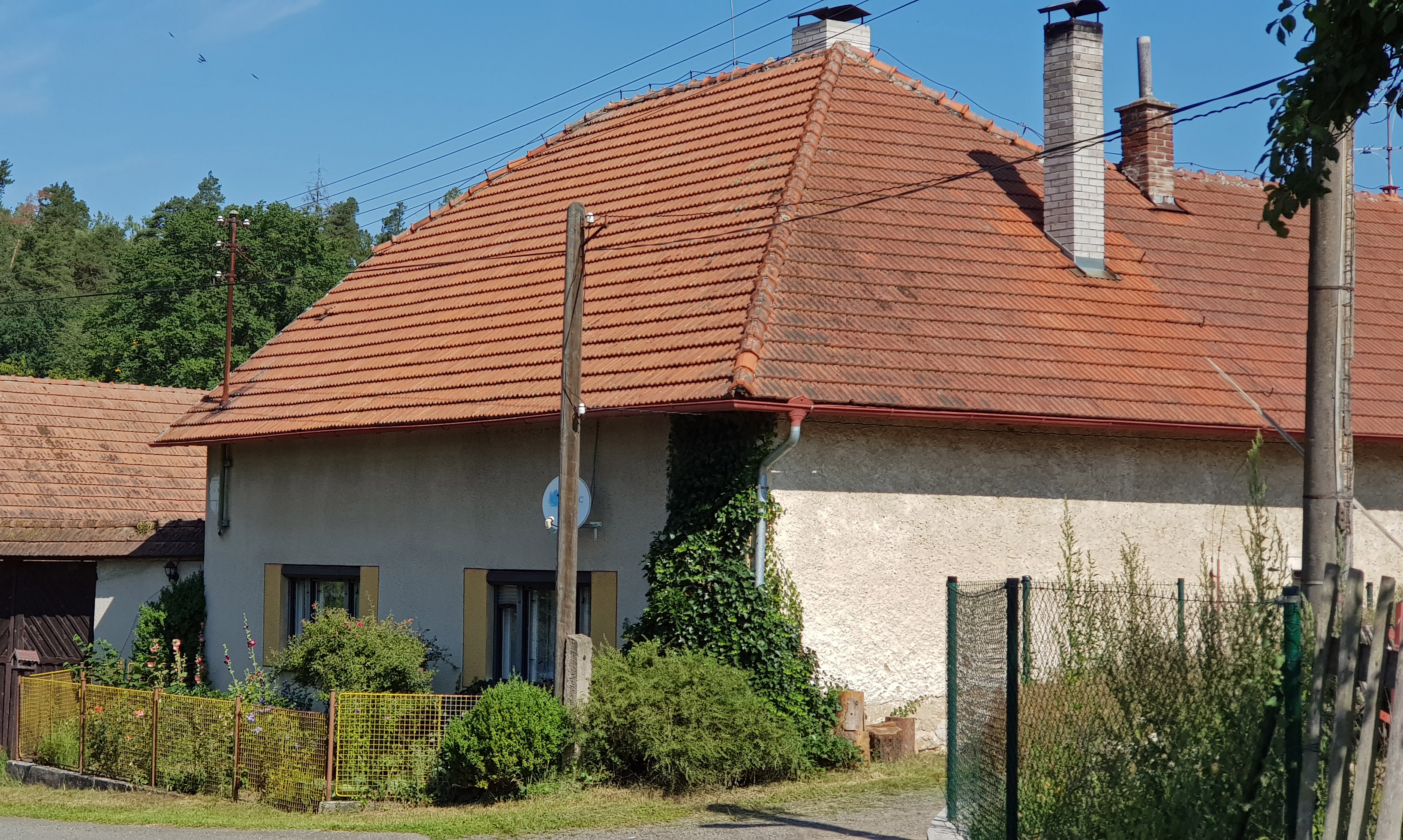
Dům čp. 2
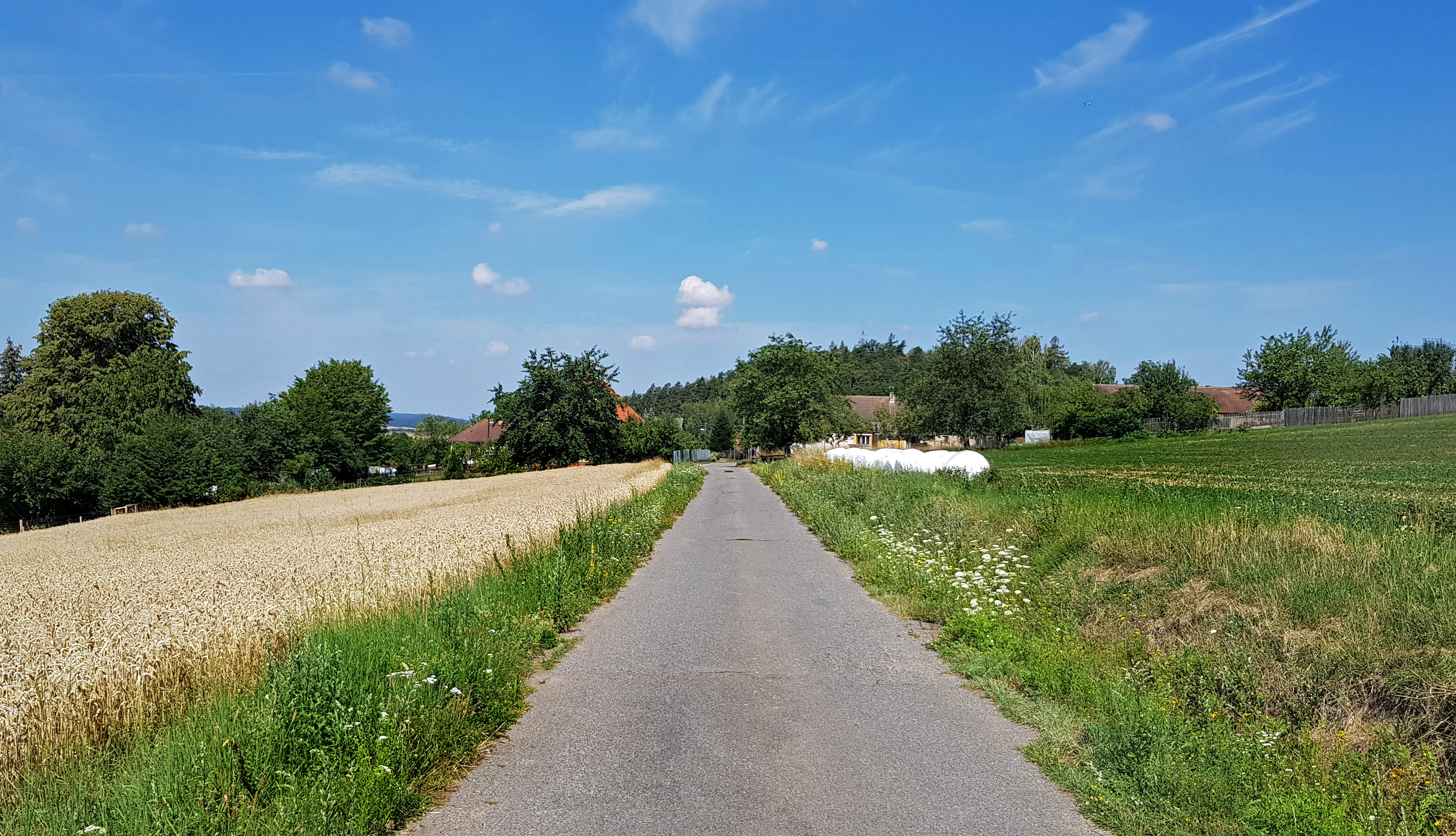
Příjezd k vesnici